# 山本昌邦
山本 昌邦（やまもと まさくに、1958年4月4日 - ）は、静岡県沼津市出身の元サッカー選手、サッカー指導者。元サムデイ所属。

## 経歴

### 選手
国士舘大学時代から冷静な判断と鋭いタックルが売り物のディフェンダーとして将来を嘱望された。1977年、ユース代表に選出され、AFCユース選手権1977に出場。大学時代に1979年夏季ユニバーシアードのサッカー競技に代表として出場。1980年には日本代表として1982 FIFAワールドカップ・アジア・オセアニア予選に出場した。
1981年にジュビロ磐田の前身、ヤマハ発動機サッカー部に入団。1982年の日本サッカーリーグ2部優勝、1983年の天皇杯優勝に貢献。しかしDFとしては致命的ともいえる肩の脱臼癖が手術をしても完治せず、1987年に29歳で現役を引退した。

### 指導者として
引退後、ヤマハ発動機サッカー部でコーチとして仕事を始めた。1992年以降、ナショナルコーチングスタッフの一員となり、ユース世代の西野朗監督を補佐。1993年の1994 FIFAワールドカップ・アジア予選では、西野と共にスカウティング担当として対戦チームの偵察を行う。
1996年のアトランタオリンピックにはコーチとして参加し、ブラジル撃破（マイアミの奇跡）に貢献。同年にU-20日本代表監督としてAFCユース選手権1996で4位に入賞して1997 FIFAワールドユース選手権出場権を獲得、本大会では当時最高のベスト8に入った。
ワールドユース後は磐田のコーチを経て、1998年に日本代表コーチに就任し、監督のフィリップ・トルシエを補佐。1999 FIFAワールドユース選手権で準優勝、2000年シドニーオリンピックでベスト8、AFCアジアカップ2000で優勝、FIFAコンフェデレーションズカップ2001で準優勝、2002 FIFAワールドカップでベスト16の成績を残した。
2002年W杯終了後、ジーコの監督就任後もコーチとしてチームに留まり、同年11月20日のアルゼンチン戦では、実母死去により緊急帰国したジーコに代わり、監督代行を務めた。その後、後述のU-23日本代表の監督に専念するため、アルゼンチン戦を最後に日本代表コーチを退任。
2002年8月、U-23日本代表監督に就任。アテネ五輪アジア予選で本大会出場権を獲得。本大会は1勝2敗で決勝トーナメント進出は果たせなかった。
2004年10月、磐田の監督に就任。2006年6月8日、ナビスコカップ準々決勝対横浜F・マリノス戦に敗れた後、辞任した。
監督退任後は、プーマのアドバイザーとしての高校・大学サッカーでの指導や、NHKのサッカー解説者として活動している。2004年には燦々ぬまづ大使第14期生（沼津市の観光PR隊メンバー）に任命された。
2009年、国士舘大学体育学部客員教授に就任。また、実弟の山本浩義が創設したアスルクラロ沼津の運営会社であるアスルクラロスルガ株式会社の会長および一般社団法人アスクラルロスポーツクラブの理事長を務めている。
2016年4月、日本サッカー協会技術委員会副委員長に就任。同年6月、静岡県サッカー協会副会長に就任。
2023年2月2日、日本代表を担当するナショナルチームディレクターに就任することが発表された。

## 所属クラブ
- 1974年 - 1977年 日大三島高校
- 1977年 - 1981年 国士舘大学
- 1981年 - 1987年 ヤマハ発動機

## 個人成績
| 国内大会個人成績 | 国内大会個人成績 | 国内大会個人成績 | 国内大会個人成績 | 国内大会個人成績 | 国内大会個人成績          | 国内大会個人成績 | 国内大会個人成績 | 国内大会個人成績 | 国内大会個人成績 | 国内大会個人成績 | 国内大会個人成績 |
| 年度             | クラブ           | 背番号           | リーグ           | リーグ戦         | リーグ戦                  | リーグ杯         | リーグ杯         | オープン杯       | オープン杯       | 期間通算         | 期間通算         |
| 年度             | クラブ           | 背番号           | リーグ           | 出場             | 得点                      | 出場             | 得点             | 出場             | 得点             | 出場             | 得点             |
| 日本             | 日本             | 日本             | 日本             | リーグ戦         | リーグ戦                  | JSL杯            | JSL杯            | 天皇杯           | 天皇杯           | 期間通算         | 期間通算         |
| ---------------- | ---------------- | ---------------- | ---------------- | ---------------- | ------------------------- | ---------------- | ---------------- | ---------------- | ---------------- | ---------------- | ---------------- |
| 1981             | ヤマハ           | 3                | JSL1部           | 18               | 1                         |                  |                  |                  |                  |                  |                  |
| 1982             | ヤマハ           | 3                | JSL2部           | 16               | 0                         |                  |                  |                  |                  |                  |                  |
| 1983             | ヤマハ           | 3                | JSL1部           | 18               | 1                         | 1                | 0                | 2                | 0                |                  |                  |
| 1984             | ヤマハ           | 3                | JSL1部           | 18               | 0                         |                  |                  |                  |                  |                  |                  |
| 1985             | ヤマハ           | 3                | JSL1部           | 22               | 0                         |                  |                  |                  |                  |                  |                  |
| 1986-87          | ヤマハ           | 3                | JSL1部           | 17               | 1                         |                  |                  |                  |                  |                  |                  |
| 通算             | 日本             | 日本             | JSL1部           | 93               | 3\|\|\|\|\|\|\|\|\|\|\|\| |                  |                  |                  |                  |                  |                  |
| 通算             | 日本             | 日本             | JSL2部           | 16               | 0\|\|\|\|\|\|\|\|\|\|\|\| |                  |                  |                  |                  |                  |                  |
| 総通算           | 総通算           | 総通算           | 総通算           | 109              | 3\|\|\|\|\|\|\|\|\|\|\|\| |                  |                  |                  |                  |                  |                  |

・JSL東西対抗戦(オールスター)　1回出場：1983年

## 指導歴
- 1987年 - 1992年 ヤマハ発動機サッカー部 コーチ
- 1992年 - 1994年 U-20日本代表 コーチ
- 1993年 - 1996年  アトランタオリンピック日本代表 コーチ
- 1995年 - 1997年 U-20日本代表 監督
- 1997年 - 1998年9月 ジュビロ磐田 ヘッドコーチ
- 1998年10月 - 2002年11月 日本代表 コーチ
  - 1試合のみ監督代行
- 1998年10月 - 2004年10月 日本サッカー協会
  - 1998年12月 - 1999年4月 U-20日本代表 コーチ
  - 1999年5月 - 2002年7月 U-23日本代表 コーチ
  - 2002年8月 - 2004年10月 U-23日本代表 監督
- 2004年11月 - 2006年6月 ジュビロ磐田 執行役員兼監督
- 2016年 - 日本サッカー協会
  - 2016年4月 - 技術委員会副委員長
  - 2023年2月 - 日本代表 ナショナルチームディレクター

## 監督成績
| 年度 | 所属 | クラブ | リーグ戦 | リーグ戦 | リーグ戦 | リーグ戦 | リーグ戦 | リーグ戦 | カップ戦      | カップ戦 |
| 年度 | 所属 | クラブ | 順位     | 試合     | 勝点     | 勝       | 分       | 敗       | Jリーグカップ | 天皇杯   |
| ---- | ---- | ------ | -------- | -------- | -------- | -------- | -------- | -------- | ------------- | -------- |
| 2004 | J1   | 磐田   | -        | 3        | 0        | 0        | 0        | 3        | -             | 準優勝   |
| 2005 | J1   | 磐田   | 6位      | 34       | 51       | 14       | 9        | 11       | ベスト8       | ベスト8  |
| 2006 | J1   | 磐田   | -        | 11       | 16       | 4        | 4        | 3        | -             | -        |

## 代表歴

### 出場大会など
- 1982 FIFAワールドカップ・アジア・オセアニア予選

### 試合数
- 国際Aマッチ 4試合 0得点(1980-1981)

| 日本代表 | 国際Aマッチ | 国際Aマッチ | その他 | その他 | 期間通算 | 期間通算 |
| 年       | 出場        | 得点        | 出場   | 得点   | 出場     | 得点     |
| -------- | ----------- | ----------- | ------ | ------ | -------- | -------- |
| 1980     | 2           | 0           | 3      | 0      | 5        | 0        |
| 1981     | 2           | 0           | 3      | 0      | 5        | 0        |
| 通算     | 4           | 0           | 6      | 0      | 10       | 0        |

### 出場
| No. | 開催日         | 開催都市         | スタジアム | 対戦相手       | 結果       | 監督     | 大会               |
| --- | -------------- | ---------------- | ---------- | -------------- | ---------- | -------- | ------------------ |
| 1.  | 1980年12月26日 | 香港             |            | 中華人民共和国 | ●0-1       | 川淵三郎 | ワールドカップ予選 |
| 2.  | 1980年12月30日 | 香港             |            | 北朝鮮         | ●0-1(延長) | 川淵三郎 | ワールドカップ予選 |
| 3.  | 1981年02月10日 | クアラルンプール |            | マレーシア     | △1-1       | 川淵三郎 | 国際親善試合       |
| 4.  | 1981年02月19日 | シンガポール     |            | シンガポール   | △0-0       | 川淵三郎 | 国際親善試合       |

## その他
- サッカー指導者・解説者として、あらゆる状況でも実力を発揮できる人間力[6] の大切さを強調している。
- フィリップ・トルシエ監督下での経験をまとめた『山本昌邦備忘録』（2002年）は、過激な表現でトルシエへのバッシング本とも言えたが、「内容は私のインタビューテープを文章（原稿）を書いたライターの勝手な意訳で、私の本意ではなかった」と、後にメディアを通じて謝罪している。その後発売された文庫版には、トルシエの指導法を肯定する文面が巻末2ページに渡って追加された。

## 著書
- 『山本昌邦備忘録』 講談社、2002年、ISBN 9784062747752
- 『山本昌邦指南録』 講談社、2005年、ISBN 9784063086539
- 『道標 日本サッカーへの提言』 ランダムハウス講談社、2007年、ISBN 9784270002889
- 『日本サッカー遺 ワールドカップ出場舞台裏の歴史と戦略』 ベストセラーズ、2009年、ISBN 9784584122358
- 『勝つ組織』 角川書店、2012年、ISBN 9784041103678 （佐々木則夫との共著）
- 『深読みサッカー論』 日本経済新聞出版社、2014年、ISBN 9784532262426 （武智幸徳との共著）
- 『敗戦から未来 ブラジルW杯テクニカルレポート』 宝島社、2014年、ISBN 9784800231826 （戸塚啓との共著）